# مویوک (کارولینای شمالی)
مویوک (به انگلیسی: Moyock) شهری در ایالت کارولینای شمالی کشور ایالات متحده آمریکا است که جمعیت آن در سرشماری سال ۲۰۱۰ میلادی، ۳٬۷۵۹ نفر بوده‌است.